# Immetalia xanthomelas
Immetalia xanthomelas là một loài bướm đêm trong họ Noctuidae.